# Крајпуташи у Вучковици
Крајпуташи у Вучковици налазе се поред пута Гуча−Ивањица у селу Вучковица, Општина Лучани. Подигнути су члановима фамилије Виторовић страдалим у Првом светском рату: војницима Милисаву, Андрији и Трифуну. Споменици су у потпуности уништени у саобраћајном удесу 6. јула 2020. године.

## Опис
Три крајпуташа у облику су стуба од сивог пешчара. Сродних су одлика и рад истог мајстора, каменоресца Сретена Мињовића из Рашчића, Преостали споменик представља новију копију крајпуташа подигнутог Тривуну Виторовићу.
Испод декоративних крстова урезани су текстови епитафа који се настављају на десном боку и полеђини споменика. На супротним странама приказани су, у форми статусних симбола, оружје и лични предмети покојника. У урезима и на обојеним пољима присутни су остаци првобитне полихромије.

## Стање споменика
Споменици су били добро очувани све до 6. јула 2020. године, када су у потпуности уништени у саобраћајном удесу.
Крајпуташе је обновио потомак Милисав Виторовић према фотографијама крајпуташа које се чувају на Викимедијиној остави.

## Епитафи
Крајпуташ Милисаву Виторовићу (†1917)
Ој путниче српски роде
ти не жали мало стати
овај спомен прочитати
моје име поменути
ђе остадок и живот дадок
I маја 1917. год
МИЛИСАВ ВИТОРОВИЋ
из Вучковице
Војник II позива 10. пука
који оде са српском војском
и свој живот изгуби
у својих 40 г. свог живота
и остави своју ожалошћену породицу.
Збогом сине збогом роде мијо
ја се више повратити нећу
а ви мени упалите свећу.
Овај спомен подиже му
његов син Миломир и жена Милојка.

Крајпуташ Андрији Виторовићу (†1915)
Ој путниче мили роде
умољено стани овде
и прочитај овај спомен
почiв.
АНДРИЈЕ ВИТОРОВИЋА
из Вучковiце
Тек што беше у најлепшем цвету
кости моје осташе у свету.
Kао српском војнику
у својих 24. г.
10-ог јануара 1915. год. у Ужицу.
Збогом свету мој премили цвету
ја се више повратити нећу
а ви мени упалите свећу.
Овај спомен подижему
Његова ожалошћена Мајка Загорка
Брат Тривун и жена Станојла.

Крајпуташ Тривуну Виторовићу (†1914)
Спомен ТРИВУНА ВИТОРОВИЋА
војника III чете I батал.
X-ог пука кадровац,
у 20 год. умро у војсци
10. новембра 1914. год.
Остави преожалошћену
мајку Загорку
да му спомен подигне
сa најмилијима.
Бог да му душу прости.
Ради Сретен Мињовић Рашчићи